# Varningsljus

Roterande blått varningsljus, så kallat "blåljus".

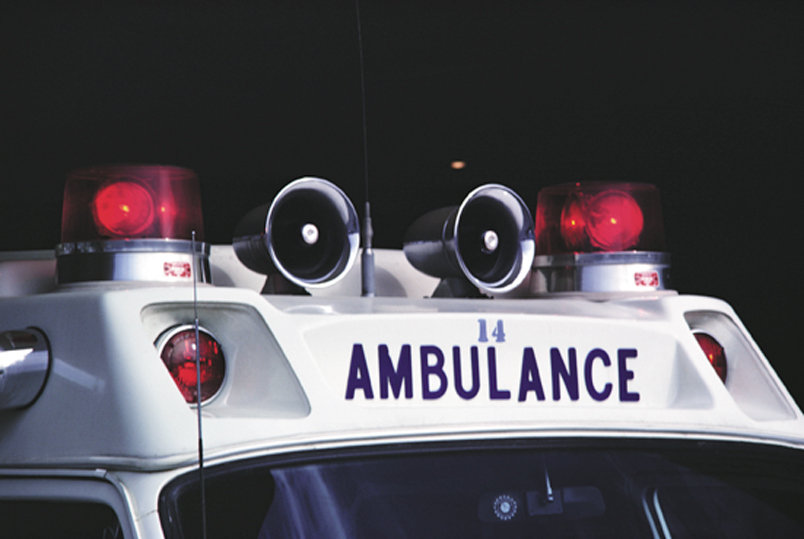
Röda varningsljus på en amerikansk ambulans.

Ett varningsljus eller en ljusramp är en varningslampa som oftast sitter på taket på anläggningsmaskiner och utryckningsfordon. Användningen av dessa regleras enligt trafikförordningarna VVFS 1994:38 och VVFS 2003:22.
De blinkande lamporna har ofta olika färg för olika syften. I Sverige används blåljus av utryckningsfordon (t.ex. polis, ambulans och räddningstjänst). I andra länder är det vanligt med röda eller röda + blåa ljus. Orange ljus är allmänna varningsljus på motorfordon och används exempelvis vid vägarbete, bärgning av fordon, på breda fordon eller vid fordonskontroll. På (svenska) bilar som blivit stående på vägen och som utgör en trafikfara används varningsblinkers (alla bilens körriktningsvisare blinkar samtidigt).

## Funktion
Det finns ett flertal olika tekniker för att åstadkomma den blinkande effekten. Den vanligaste är att placera en halogenlampa i mitten och runt den ha en roterande spegel, reflektor eller ett linssystem, som reflekterar och bryter ljuset. Därmed kommer ljuset till synes att blinka. Det förekommer även blixtrande halogenljus och blinkande diodljus. Oftast används orange belysning men andra färger finns också.

## Varianter (Sverige)

### Varningsljus
I Sverige är varningsljus en orange blinkande varningslykta på motorfordon. Ljuset får användas i samband med vägarbete, bärgning och transport av det bärgade fordonet. Det kan även användas av en bilinspektör som utför fordonskontroll, liksom på mer än 3 meter breda fordon eller redskap.

### Larmanordning
En så kallad larmanordning bestående av siren plus blåljus (även utryckningsljus) finns på svenska utryckningsfordon. Användning på andra fordon är förbjuden enligt lag. Ibland används blåljus som slanguttryck för att beteckna polisbilar, ambulanser och brandfordon, vilka alla använder sig av tekniken. De myndigheter som använder larmanordningar av detta slag på sina fordon kallas ibland blåljusmyndigheter.
För att ett fordon ska få bli utryckningsklassat måste det vara bestyckat med blått roterande/blixtrande ljus som ska synas 360 grader. Fordon måste även ha en sirén i minst två olika ljudlägen som ska rikta ljudet framåt och som inte märkbart får försämras av luftmotståndet.
Det är länsstyrelsen som ger tillstånd att bestycka ett fordon med larmanordning och därmed även godkännande till fordonet som utryckningsfordon.
Enligt svensk lag får dock endast två olika sirenlägen användas på utryckningsfordon idag, Highlow och Yelp. Highlow-signalen används oftast och har en hög och en låg ton som ljuder växelvis. Yelpsignalen är skarpare och har kortare intervall. Den används främst när utryckningsfordon behöver köra mot rött ljus i starkt trafikerade korsningar eller vid mer riskfyllda moment i trafiken.
Användande av larmanordning utan tillstånd kan räknas som föregivande av allmän ställning och är i det fallet brottsligt.

### Identifieringsljus
Polisens utryckningsfordon kan även använda så kallat identifieringsljus. I Sverige är detta ett svagare fast blått sken, utan sirénljud. Detta blev permanent tillåtet från oktober 2023, efter att ha använts på prov vid tidigare tillfällen. Motsvarande finns även i andra länder, till exempel Frankrike, Luxemburg, Spanien, Jordanien, Israel och USA.

## Stopptecken
Stopptecken som används av polisen för att stoppa bilar för exempelvis nykterhetskontroll, vid ett efterföljande eller vid punktskattekontroll, är växelvis blinkande blått och rött ljus. Om man ser ett fordon bakom sig som visar stopptecken, ska man stanna vid vägkanten.
I Sverige får fordon från Polismyndigheten, Säkerhetspolisen, Kustbevakningen och Tullverket utrustas med stopptecken.
Stopptecken finns i två olika modeller. Antingen en blå och en röd lampa som sitter bredvid varandra framför innerbackspegeln. Detta är vanligast på något äldre modeller av Volvo V70. Äldre modeller av Saab 9-5 har stoppljuset i en stor enhet som sitter fast i mitten av instrumentpanelen.
Den senaste modellen består av en miniatyrramp i lysdiodutförande där hälften av dioderna är blå och resten är röda. Den är mittplacerad längst fram i vindrutans nederkant. 
Hos omärkta, "civilia" utryckningsfordon, till exempel polisfordon av Typ B, förekommer olika varianter av stopptecken. Förutom ovannämnda kan dessa även ha en röd och en blå lampa dolda i grillen. Samtliga fordon är även utrustade med stoppspade.